# Peace Brigades International

Logo von peace brigades international

Peace Brigades International (pbi, deutsch Internationale Friedensbrigaden) ist eine nichtstaatliche  internationale Friedens- und Menschenrechtsorganisation, die durch Präsenz internationaler, unbewaffneter Freiwilligenteams bedrohte Menschenrechtsverteidiger in Konfliktgebieten begleitet und international agiert. Die Schutzbegleitung, Advocacy- und Öffentlichkeitsarbeit schützt Aktivisten, und es werden Handlungsräume für den Frieden geschaffen. Der Verein ist dabei nach eigenen Angaben den Grundsätzen der Gewaltfreiheit, Unabhängigkeit, der Unparteilichkeit und Nichteinmischung verpflichtet. Sie wird nur auf Anfrage tätig. Der deutsche Zweig der Organisation, pbi Deutschland, hat seine Geschäftsstelle in Hamburg, pbi Schweiz hat seine Geschäftsstelle in Bern, das Internationale Sekretariat ist in London und das Europa-Büro in Brüssel.

## Gründungsgeschichte

### Vorläufer
Als Reaktion auf die gewalttätigen Unruhen in Bombay Ende 1921 propagierte Mahatma Gandhi die Idee von der Gründung eines Freiwilligen-Korps, dessen Aufgabe es sein sollte, sich bei gewaltsamen Auseinandersetzungen zwischen die Konfliktparteien zu stellen. Die Umsetzung der Idee erfolgte aber erst im Jahre 1957 mit der Gründung der Shanti Sena (Friedensarmee) durch Gandhis spirituellen Nachfolger Vinoba Bhave. Die Mitglieder dieser Armee waren durch ihre Arbeit mit führenden Persönlichkeiten vor Ort in einer Vermittlerrolle, leisteten Aufbau- und Versöhnungsarbeit in zerstörten Stadtteilen und wurden bei gewalttätigen Auseinandersetzungen zwischen Hindus und Moslems eingesetzt (siehe auch: Religionen in Indien).
1962 wurde in Beirut erstmals eine internationale Friedenstruppe für gewaltfreie Aktionen (World Peace Brigades for Non-violent Action) ins Leben gerufen. Diese unternahm einige Aktionen, so z. B. die Vorbereitung eines großen Friedensmarsches zur Unterstützung der Unabhängigkeitsbewegung in Nordrhodesien (heutiges Sambia) oder ihre maßgebliche Beteiligung an der Aushandlung eines Friedensabkommens zwischen der Zentralregierung und Aufständischen im indischen Nagaland. Jedoch fehlte es ihr an Ressourcen, um langfristig arbeiten zu können, so dass das Projekt zunächst aufgeben werden musste.

### Gründung von pbi
Auf der kanadischen Insel Grindstone kam es am 4. September 1981 durch Friedensaktivisten aus vier verschiedenen Kontinenten und unter dem Eindruck der Niederschlagung der Solidarność-Bewegung in Polen (siehe: Geschichte Polens), dem sowjetischen Einmarsch in Afghanistan und der drohenden Invasion der USA in Nicaragua (siehe: Contra-Krieg) zur Gründung der Peace Brigades International. Ziel war es, eine solide, langfristige und internationale Struktur für die Einmischung als Drittpartei in Konflikten aufzubauen.

### Gründung von pbi Deutschland
1985 bildeten sich die ersten ehrenamtlichen Gruppen in Deutschland, in Trier entstand die nationale Kontaktstelle von pbi. Seit 1991 ist peace brigades international – Deutscher Zweig e. V. ein gemeinnütziger Verein. Im Jahr 1995 wurde der Sitz des deutschen Zweigs nach Hamburg verlegt.

## Prinzipien, Mission und Vision
Das „Mandat“ von pbi ist die Schaffung und Wahrung von Handlungsspielräumen für Frieden und den Schutz der Menschenrechte. Die Arbeit der Organisation zielt ab auf eine Welt, in der die Menschen Konflikte gewaltfrei austragen, in der die Menschenrechte universelle Anerkennung finden und in der soziale Gerechtigkeit und interkultureller Respekt verwirklicht werden.
Der Verein vertritt die Überzeugung, dass eine nachhaltige Konfliktlösung nicht von außen herbeigeführt werden kann, sondern von lokalen Akteuren gestaltet werden muss und dass die Durchsetzung der international anerkannten Menschenrechte unverzichtbarer Bestandteil jeder Konflikttransformation ist. Deshalb gründet sich die Arbeit von pbi auf den Prinzipien der Gewaltfreiheit, Unabhängigkeit, Nichtparteinahme, Nichteinmischung sowie dem Anfrage- und Konsensprinzip. pbi begleitet zudem nur Menschenrechtsverteidiger und Organisationen, die ebenfalls gewaltfrei handeln.

## Vereinsarbeit
Der Verein entsendet internationale Beobachter als Augenzeugen und Schutzbegleiter in Krisen- und Konfliktgebiete. Internationale Freiwilligenteams schützen durch ihre unbewaffnete Präsenz bedrohte Menschenrechtsverteidiger (Anwälte, Journalisten, Frauenrechtler, Umweltschützer etc.) und verletzliche Gruppen (Vertriebene, Flüchtlinge, zivile Friedensdörfer), die von politisch motivierter Gewalt, Entführung und Ermordung bedroht sind. Das von pbi entwickelte Konzept der internationalen Schutzbegleitung der lokalen Zivilbevölkerung leistet dabei einen unmittelbaren Beitrag zur Gewaltprävention und trägt langfristig zur Stärkung ziviler Konfliktlösungsmöglichkeiten bei. Zusätzlich führen die pbi-Freiwilligen im Rahmen der Schutzbegleitung unabhängige Beobachtungen und Analysen von Konfliktsituationen in den Projektländern durch und tragen somit zu einer erhöhten Transparenz bei. Auf Grundlage dieser Methode sollen die politischen Handlungsspielräume der Menschenrechtsverteidiger sowie ihre Möglichkeiten zur gewaltfreien Aktion möglichst erweitert, aber zumindest erhalten werden.

### Internationale Schutzbegleitung
Die internationale Schutzbegleitung ist eine Strategie, die Menschenrechtsverteidiger und Gruppen, deren Leben und Arbeit durch politische Gewalt bedroht ist, schützt. Seit 30 Jahren hat pbi hunderte von Organisationen, Menschen und Gemeinschaften in neun Ländern begleitet und geschützt. Diese Präsenz hat den Aktivisten geholfen, trotz Bedrohungen und Diffamierung ihre Arbeit für Frieden und Gerechtigkeit fortzusetzen und auszuweiten.
In den Projektländern begleitet die Organisation unter anderem Umweltorganisationen, Bauernorganisationen, indigene Gemeinschaften, Frauenorganisationen, Gewerkschaften sowie Familienangehörige der Opfer von Gewalt, Vertreibung, außergerichtlichen Hinrichtungen und Verschleppung. Die internationale Schutzbegleitung schützt bedrohte Menschenrechtsverteidiger, gibt Einzelpersonen und zivilgesellschaftlichen Bewegungen moralische Unterstützung und stärkt die Bewegung für Frieden und Menschenrechte. Die Voraussetzung für eine funktionierende Schutzbegleitung ist der internationale Rückhalt. Darunter ist der diplomatische und ökonomische Druck gemeint, den Regierungen, Diplomaten und Behörden auf die Gewaltakteure ausüben können.
Das Vorgehen bei der internationalen Schutzbegleitung:
- Die Mitwirkenden und deutlich erkennbar z. B. durch T-Shirts mit pbi-Logo und ausreichend gekennzeichneten Fahrzeugen
- Die Organisation ist vernetzt und kann sicherstellen, dass der nötige und internationale Druck auch stattfindet
- pbi-Mitwirkende treffen sich regelmäßig mit lokalen und nationalen militärischen und zivilen Autoritäten, um die Sicherheitslage der Begleiteten zu besprechen und die Anwesenheit von pbi zu verdeutlichen
- Beziehungen zu allen Konfliktparteien, Regierungsstellen, Botschaften, internationalen und nationalen Organisationen sind wichtig, um die Sicherheit der pbi-Teams und der begleiteten Menschen und Organisationen zu erhöhen
- Bei Bedrohungen und Menschenrechtsverletzungen wird das weltweite Alarm- und Unterstützernetzwerk aus Kontakten zur Politik, Diplomatie und Zivilgesellschaft aktiviert
- Politischer Dialog und Öffentlichkeitsarbeit in den Ländergruppen erhöhen das Profil der pbi-Arbeit und erweitern das Alarm- und Unterstützernetzwerk
- Die Freiwilligen begleiten nur in internationalen Teams, um international den Druck auf Entscheidungsträger in den Konfliktgebieten zu verstärken, die Menschenrechte zu schützen und die Sicherheit der bedrohten Aktivisten zu gewährleisten[5]

### Aktuelle Projekte
Aktuell ist die Organisation in den folgenden Ländern aktiv:
- Kolumbien (seit 1994)
- Guatemala (wieder seit 2003)
- Mexiko (seit 2000)
- Nepal (seit 2005)
- Kenia (seit Ende 2012)
- Honduras (seit 2013)

In Indonesien finden derzeit Erkundungsmissionen statt, um zu untersuchen, inwieweit pbi dort wieder tätig werden kann. Darüber hinaus werden Trainings in Friedenserziehung, zu Schutz und Sicherheitsfragen (z. B. Nepal) und im Umgang mit Traumatisierungserfahrungen (z. B. Kolumbien) durchgeführt. Dialoginitiativen und eine generelle Informationsarbeit gegenüber den Konfliktparteien können eine Rolle spielen, so z. B. im interreligiösen Dialog im SIPAZ-Projekt in Chiapas. Dadurch leistet pbi einen aktiven Beitrag zur Deeskalation und zur Prävention gewaltförmiger Konflikte.

### Abgeschlossene Projekte
Friedensfachkräfte und Friedensfreiwillige von pbi waren in:
- Guatemala (1983–1999; siehe auch: Guatemaltekischer Bürgerkrieg),
- El Salvador (1987–1992),
- Sri Lanka (1989–1998; siehe auch: Bürgerkrieg in Sri Lanka),
- USA/Kanada (1991–1999),
- Osttimor (1999–2002; siehe auch: UNTAET),
- Haiti (1995–2000; siehe auch: Geschichte Haitis)
- Indonesien (1999–2011)

Darüber hinaus gab es Kurzeinsätze in Nordnicaragua und Zentralafrika (2004–2005). Friedensfachkräfte nahmen außerdem am World Uranium Hearing in Salzburg teil. Die Organisation war zudem eine der Mitgliedsorganisationen des Balkan Peace Team (1994–2001; siehe auch: Jugoslawienkriege).

## Struktur

### Peace brigades international
Die Organisation ist als internationale nichtstaatliche Organisation bei den Vereinten Nationen akkreditiert und hat den Beobachterstatus inne. Sitz des internationalen Sekretariates ist in London. In Brüssel unterhält pbi ein Europa-Büro. Jährlich sind etwa 70 Freiwillige aus aller Welt in den Projekten aktiv, die sich vollzeitlich und für mindestens ein Jahr verpflichtet haben. Der Einsatz der pbi-Freiwilligen in den Projektländern wird vor allem getragen von den 16 bestehenden Ländergruppen in Europa, Nordamerika sowie Australien und Neuseeland, in denen sich rund 500 Ehrenamtliche für pbi engagieren. Sie werden von weltweit über 13.000 Mitgliedern und Spendern unterstützt. Für die Koordination und Administration verfügt pbi insgesamt über 30 bezahlte hauptamtliche Arbeitsstellen auf internationaler Ebene und in den Ländergruppen.
Die einzelnen Ländergruppen unterstützen die Arbeit in den Projekten in den Konfliktgebieten finanziell und organisatorisch durch Advocacy-Arbeit (politischer Dialog), den Ausbau des Alarm- und Unterstützernetzwerkes, die Teilnahme an Friedens- und Menschenrechtsforen, durch Öffentlichkeitsarbeit, Fundraising und die Ansprache, Ausbildung und Entsendung von Freiwilligen. Durch eigene Bildungsprojekte fördern die Ländergruppen zudem die Friedenserziehung, Menschenrechtsbildung, Gewaltfreiheit und die Sensibilisierung für Menschenrechte und Methoden der zivilen und gewaltfreien Konfliktbearbeitung im eigenen Land.

### Deutschland
peace brigades international – Deutscher Zweig e. V., die Geschäftsstelle der deutschen Ländergruppe befindet sich in Hamburg, ist Mitglied in der Aktionsgemeinschaft Dienst für den Frieden. Die Geschäftsstelle verwaltet und koordiniert die Arbeit der deutschen Ländergruppe und bildet ferner die Schnittstelle zur internationalen Ebene. pbi Deutschland wird zum Großteil von Ehrenamtlichen und Freiwilligen getragen. Sie engagieren sich bundesweit in thematischen Arbeitsgruppen (Freiwilligenbegleitung, Öffentlichkeitsarbeit, Advocacy-Arbeit) und Regionalgruppen. Dabei haben sie ein hohes Maß an Gestaltungsspielraum und werden bei Entscheidungsprozessen von Anfang an einbezogen. Regionalgruppen bestehen derzeit in Köln-Bonn, Berlin, Hamburg, Leipzig, Rhein-Main, Stuttgart, Koblenz, Passau und München.

### Schweiz
PBI-Schweiz ist ein selbständiger Verein nach Schweizer Recht mit rund 800 Mitgliedern und Gönnern. Ehrenamtliche Mitarbeitende in der deutschen und der französischen Schweiz engagieren sich mit vielseitigen Tätigkeiten für die Organisation und sind zum Teil in Regionalgruppen organisiert. PBI-Schweiz wurde 1983 gegründet und die Geschäftsstelle befindet sich in Bern. Seit 2013 gibt es eine weitere Geschäftsstelle in Genf, die sich hauptsächlich der Advocacy-Arbeit mit internationalen Organisationen widmet.

## Vereinsarbeit der pbi Deutschland
Ein Schwerpunkt der Arbeit von pbi Deutschland ist die Projekt- und Freiwilligenbegleitung. Die Mitarbeiter der Projektbegleitung akquirieren Mittel und stellen Anträge für staatliche und kirchliche Zuschüsse, um die Finanzierung der Auslandsprojekte, Inlandsarbeit, Personalanwerbung und Entsendung von Freiwilligen zu gewährleisten. Zudem informiert und berät pbi Interessenten über den Einsatz im Projektland. Die Freiwilligen werden vor, während und auch nach ihrem Dienst betreut. Das wird u. a. dadurch umgesetzt, dass der komplette Bewerbungsprozess begleitet wird, die Freiwilligen für den Auslandseinsatz ausgebildet und trainiert werden und auch während des Einsatzes der Kontakt zwischen den Freiwilligen und den Mitarbeitern der Geschäftsstelle gehalten wird.
Ein weiterer wichtiger Bestandteil der Arbeit in Deutschland ist die Advocacy-Arbeit, d. h. der politische Dialog mit den zuständigen Ministerien (z. B. Auswärtiges Amt, Bundesministerium für wirtschaftliche Zusammenarbeit und Entwicklung), den relevanten Ausschüssen im Deutschen Bundestag, sowie einzelnen Bundestagsabgeordneten und ihren Mitarbeitenden. Aber auch Bischöfe, Organisationen der deutschen Entwicklungszusammenarbeit, Juristen, Friedensforschungsinstitute, Gewerkschaften, Wissenschaftler und Journalisten sind für die politische Unterstützung der Arbeit von pbi unerlässlich. Regelmäßig berichten zurückgekehrte Freiwillige über die Menschenrechtssituation in den Projektländern und empfehlen politische Handlungsoptionen, um den Schutz der Menschenrechte zu verbessern. pbi organisiert Gesprächsreisen für begleitete Menschenrechtsverteidiger aus den Projektländern, in denen z. B. Vertreter indigener Bauernorganisationen direkte Gespräche mit Parlamentariern oder verantwortlichen Referenten des Auswärtigen Amts führen und über ihre Situation informieren können.
2004 gründete pbi Deutschland zudem ihr bundesweites Bildungsprojekt Menschenrechte lernen & leben, welches seit mehreren Jahren als offizielles Projekt der UN-Weltdekade – Bildung für eine nachhaltige Entwicklung ausgezeichnet ist. Mit dem Bildungsprogramm zielt pbi Deutschland auf die Förderung des zivilgesellschaftlichen Engagements im Inland sowie auf die Stärkung einer Kultur der Gewaltfreiheit und Menschenrechte ab, damit diese verstanden, respektiert und verteidigt werden. Die pbi-Bildungsangebote sind sowohl für die Grund-, Mittel- und Oberstufen an Schulen als auch für Kitas, Konfirmandengruppen und den außerschulischen Bereich konzipiert. pbi bietet Workshops, Projekttage, Puppentheater, Film- oder Theaterprojekte sowie Lehrerfortbildungen an, die zu einer schärferen Wahrnehmung von Menschenrechtsverletzungen, politischer Gewalt und der internationalen Dimension von Konflikten beitragen.

## Menschenrechtsbildung: Das PBI-Bildungsprojekt
PBI versteht den Schutz der Menschenrechte als eine globale Angelegenheit. Überall auf der Welt setzen sich Menschen dafür ein, dass diese respektiert und geschützt werden. Um die globalen und lokalen Zusammenhänge von Menschenrechtsverletzungen in das Bewusstsein der Menschen hier vor Ort zu holen, schlägt das 2004 entstandene Bildungsprogramm „Menschenrechte lernen & leben“ eine Brücke zwischen der internationalen Friedensarbeit von PBI und der Menschenrechtsarbeit in Deutschland.

## Vereinsarbeit von PBI-Schweiz
PBI-Schweiz organisiert Informationsveranstaltungen und Trainings, um Freiwillige auf einen Auslandseinsatz vorzubereiten und betreut die Freiwilligen vor, während und nach einem Einsatz. Ein weiterer Arbeitsschwerpunkt der Schweizer Sektion ist die Öffentlichkeitsarbeit. Diese beinhaltet die Verbreitung von Informationen über die Menschenrechtssituation und die Arbeit von PBI in den Projektländern, die Herausgabe von Publikationsmitteln, kontinuierliche Pressearbeit, Organisation von Speaking Tours mit Besuchern aus den Projektländern und öffentliche Veranstaltungen mit Rückkehrern nach dem Auslandseinsatz. Die Mittelbeschaffung für die PBI-Projekte und Arbeit in der Schweiz sowie die Netzwerkpflege und Advocacy-Arbeit mit Vertretern der Verwaltung, Politik und internationalen Organisationen sind weitere Tätigkeitsbereiche.
Das Alarmnetz von PBI, RdA (Red de Apoyo), ist ein weltweites Unterstützungsnetz von Schlüsselpersonen aus Politik, Wissenschaft, Verwaltung und Kultur, das in Aktion tritt, wenn Menschenrechtsverteidiger in Not sind. Die Pflege und Erweiterung des RdA ist ein weiterer Teil der Arbeit der Schweizer Geschäftsstellen in Bern und Genf.
Mit dem Schulworkshop Friedensförderung hautnah trägt PBI-Schweiz seit 2006 zur Menschenrechtsbildung von Jugendlichen ab 13 Jahren bei. Ziel des Workshops ist es, den Schülern abstrakte Konzepte und Begriffe wie Menschenrechte, Gewaltfreiheit und Friedensförderung auf interaktive Weise näherzubringen und einen Bezug zwischen der Arbeit der PBI-Freiwilligen in den Projektländern und dem Alltag der Jugendlichen in der Schweiz herzustellen.

## Finanzierung
Peace Brigades International wird durch Zuschüsse von staatlichen und kirchlichen Stellen sowie von Spenden finanziert.

## Auszeichnungen
pbi ist heute eine anerkannte Nichtregierungsorganisation, die für ihre Pionierarbeit und Leistungen bereits mit verschiedenen renommierten Auszeichnungen und Preisen geehrt wurde:
- 2020 Gernika Friedens- und Versöhnungspreis
- 2016 Friedenspreis „Premio ICIP Constructores de Paz“
- 2014 Eine-Welt-Preis Hamburg (an den Veranstalterkreis der Romerotage)
- 2011 Jaime-Brunet-Preis für Menschenrechte
- 2001 Nominierung für den Friedensnobelpreis
- 2001 Martin Ennals Award
- 1999 Medalla Conmemorativa de la Paz
- 1999 Aachener Friedenspreis
- 1998 Sievershausener Friedenspreis
- 1996 Pfeffer Friedenspreis
- 1995 Friedrich Sigmund Schultze Förderpreis
- 1995 Memorial por la Paz y la Solidaridad entre los Pueblos
- 1989 Memorial Per La Pau Josep Vidal I Llecha